# اچ‌ام‌آی‌اس اوریسا (جی۲۰۰)
اچ‌ام‌آی‌اس اوریسا (جی۲۰۰) (به انگلیسی: HMIS Orissa (J200)) یک کشتی بود که طول آن ۱۸۹ فوت (۵۸ متر) بود. این کشتی  در سال ۱۹۴۱ ساخته شد.